# Tate Ellington
James Tate Ellington (Madison, 17 aprile 1979) è un attore statunitense.

## Biografia
Tate Ellington è figlio di proprietari di una società di costruzioni residenziali. Ha frequentato la scuola superiore Madison-Ridgeland Academy, dove si è diplomato nel 1997. Al liceo, è stato nella squadra di football della scuola per tre stagioni. Si iscrisse con una doppia specializzazione in arte e teatro all'Università del Mississippi, dopo aver rifiutato una borsa di studio al Savannah College of Art and Design. In seguito si è laureato in performance teatrale. Dopo alcune apparizioni televisive ottiene notorietà nel 2010 con la partecipazione al film drammatico Remember Me nel ruolo di Aidan Hall, migliore amico di Tyler Hawkins (Robert Pattinson). È il coprotagonista del film Chronic del 2015, al fianco di Tim Roth.

## Filmografia

### Cinema
- The Elephant King, regia di Seth Grossman (2006)
- Remember Me, regia di Allen Coulter (2010)
- Chronic, regia di Michel Franco (2015)
- Straight Outta Compton, regia di F. Gary Gray (2015)
- Sinister 2, regia di Ciaran Foy  (2015)
- The Endless - Viaggi nel tempo (The Endless), regia di Justin Benson e Aaron Moorhead (2017)
- Genie, regia di Sam Boyd (2023)
- Maggie Moore(s) - Un omicidio di troppo (Maggie Moore(s)), regia di John Slattery (2023)

### Televisione
- Taking Chance - Il ritorno di un eroe (Taking Chance), regia di Ross Katz – film TV (2009)
- The Unusuals - I soliti sospetti (The Unusuals) – serie TV, episodio 1x03 (2012)
- Rescue Me – serie TV, episodio 5x11 (2012)
- The Good Wife – serie TV, episodio 1x11 (2012)
- Wolfpack of Reseda – serie TV, 6 episodi (2012)
- Non fidarti della str**** dell'interno 23 (Don't Trust the B---- in Apartment 23) – serie TV, episodi 1x01-1x04 (2012)
- The Glades – serie TV, episodio 3x01 (2012)
- Psych – serie TV, episodio 7x09 (2013)
- NCIS: Los Angeles – serie TV, episodio 5x18 (2014)
- The Walking Dead – serie TV, episodi 4x16-5x01 (2014)
- Castle – serie TV, episodio 7x03 (2014)
- Parenthood – serie TV, episodio 6x05 (2014)
- The Mindy Project – serie TV, 4 episodi (2015)
- The Big Bang Theory – serie TV, episodio 8x19 (2015)
- Hot in Cleveland – serie TV, episodio 6x19 (2015)
- Quantico – serie TV, 22 episodi (2015-2016)
- Shameless – serie TV, 6 episodi (2016)
- Rosewood – serie TV, episodio 2x02 (2016)
- The Blacklist – serie TV, episodio 4x03 (2016)
- The Brave – serie TV, 13 episodi (2017-2018)
- The Resident – serie TV, episodio 2x01 (2018)
- Lethal Weapon – serie TV, episodio 3x14 (2019)
- Unbelievable – miniserie TV, episodi 1x02-1x03 (2019)
- The Affair - Una relazione pericolosa (The Affair) – serie TV, episodio 5x04 (2019)
- Lincoln Rhyme - Caccia al collezionista di ossa (Lincoln Rhyme: Hunt for the Bone Collector) – serie TV, 10 episodi (2020)
- All Rise – serie TV, episodio 2x12 (2021)
- Law & Order - I due volti della giustizia (Law & Order) – serie TV, episodio 21x08 (2022)
- The Rookie: Feds – serie TV, episodio 1x05 (2022)
- FBI: Most Wanted – serie TV, episodio 4x22 (2023)
- Lezioni di chimica (Lessons in Chemistry) – miniserie TV, puntata 2 (2023)
- Law & Order: Organized Crime - serie TV, 18 episodi (2024-in corso)

## Riconoscimenti
- Vincitore del Brooklyn Film Festival quale migliore attore per The Elephant King

## Doppiatori italiani
Nelle versioni in italiano delle opere in cui ha recitato, Tate Ellington è stato doppiato da:
- David Chevalier in The Good Wife, The Glades, The Brave
- Emiliano Coltorti in NCIS: Los Angeles, Quantico, FBI: Most Wanted
- Davide Perino in Remember Me, Lincoln Rhyme - Caccia al collezionista di ossa
- Daniele Raffaeli in The Walking Dead, The Blacklist
- Gianfranco Miranda in Castle, Straight Outta Compton
- Leonardo Graziano in Taking Chance - Il ritorno di un eroe
- Stefano Crescentini in Sinister 2
- Davide Albano in Shameless
- Daniele Giuliani in Rosewood
- Luca Mannocci in Unbelievable
- Edoardo Stoppacciaro in All Rise
- Gabriele Sabatini in Law & Order: Organized Crime